# After Laughter
After Laughter — п'ятий студійний альбом американського рок-гурту Paramore, представлений 12 травня 2017 року на лейблі Fueled by Ramen як продовження їх однойменного альбому Paramore (2013). Продюсером платівки став гітарист Тейлор Йорк разом із попереднім співпродюсером Джастіном Мелдал-Йонсеном. Це перша робота гурту з моменту повернення барабанщика Зака Фарро, який разом зі своїм братом Джошем покинули колектив у 2010 році та відходу басиста Джеремі Девіса, який покинув гурт у 2015 році. After Laughter є повним відходом від звичного для них звучання у стилі поп-панк та альтернативний рок і піднімає теми втоми, депресії та тривоги напротивагу оптимістичному та енергійному звучанню.

## Список композицій
Автор музики і слів Гейлі Вільямс та Тейлор Йорк, окрім зазначених. 
| #     | Назва                  | Автор                     | Тривалість |
| ----- | ---------------------- | ------------------------- | ---------- |
| 1.    | «Hard Times»           |                           | 3:02       |
| 2.    | «Rose-Colored Boy»     | Williams York Zac Farro   | 3:32       |
| 3.    | «Told You So»          |                           | 3:08       |
| 4.    | «Forgiveness»          |                           | 3:39       |
| 5.    | «Fake Happy»           |                           | 3:55       |
| 6.    | «26»                   |                           | 3:41       |
| 7.    | «Pool»                 | Williams York Farro       | 3:52       |
| 8.    | «Grudges»              | Williams York Farro       | 3:07       |
| 9.    | «Caught in the Middle» |                           | 3:34       |
| 10.   | «Idle Worship»         |                           | 3:18       |
| 11.   | «No Friend»            | Williams York Aaron Weiss | 3:23       |
| 12.   | «Tell Me How»          |                           | 4:20       |
| 42:31 |                        |                           |            |

## Чарти
| Чарт (2017)                         | Місце |
| ----------------------------------- | ----- |
| Australian Albums Chart             | 3     |
| Austrian Albums Chart               | 10    |
| Belgian Albums Chart (Фландрія)     | 24    |
| Belgian Albums Chart (Валлонія)     | 65    |
| Canadian Albums Chart               | 9     |
| Czech Albums Chart                  | 57    |
| Dutch Albums Chart                  | 17    |
| Finnish Albums Chart                | 14    |
| French Albums Chart                 | 75    |
| German Albums Chart                 | 18    |
| Hungarian Albums Chart              | 36    |
| Irish Albums Chart                  | 4     |
| Italian Albums Chart                | 14    |
| Mexican Albums Chart                | 10    |
| New Zealand Albums Chart            | 7     |
| Norwegian Albums Chart              | 24    |
| Portuguese Albums Chart             | 18    |
| Scottish Albums Chart               | 4     |
| Spanish Albums Chart                | 15    |
| Swedish Albums Chart                | 19    |
| Swiss Albums Chart                  | 29    |
| UK Albums Chart                     | 4     |
| Billboard 200                       | 6     |
| US Billboard Rock Albums            | 1     |
| US Billboard Alternative Albums     | 1     |
| US Billboard Digital Albums         | 4     |
| US Billboard Billboard Vinyl Albums | 5     |